# Genética microbiana
La genética microbiana es un área temática dentro de la microbiología y la ingeniería genética. La genética microbiana estudia los microorganismos para diferentes propósitos. Los microorganismos que se observan son bacterias y arqueas. Algunos hongos y protozoos también son temas utilizados para estudiar en este campo. Los estudios de microorganismos involucran estudios de genotipo y sistema de expresión. Los genotipos son las composiciones heredadas de un organismo. La Ingeniería Genética es un campo de trabajo y estudio dentro de la genética microbiana. El uso de tecnología de ADN recombinante es un proceso de este trabajo.  El proceso implica la creación de moléculas de ADN recombinante mediante la manipulación de una secuencia de ADN.  Ese ADN creado está entonces en contacto con un organismo huésped. La clonación también es un ejemplo de ingeniería genética. 
Desde el descubrimiento de microorganismos por Robert Hooke y Antoni van Leeuwenhoek durante el período 1665-1885 se han utilizado para estudiar muchos procesos y han tenido aplicaciones en diversas áreas de estudio en genética. Por ejemplo: Los científicos utilizan las rápidas tasas de crecimiento de los microorganismos y los cortos tiempos de generación para estudiar la evolución. Los descubrimientos de Robert Hooke y Antoni van Leeuwenhoek involucraron representaciones, observaciones y descripciones de microorganismos, realizadas mediante un microscopio simple. La genética microbiana también tiene aplicaciones para poder estudiar procesos y vías similares a las que se encuentran en los seres humanos, como el metabolismo de los fármacos.

## Papel en la comprensión de la evolución
La genética microbiana puede centrarse en el trabajo de Charles Darwin, específicamente, la teoría de la selección natural de Darwin. El estudio de la evolución mediante el uso de la genética microbiana implica que los científicos analicen el equilibrio evolutivo. Un ejemplo de cómo pueden lograr esto es estudiar la selección natural o la deriva de microbios. La aplicación de este conocimiento proviene de buscar la presencia o ausencia en una variedad de formas diferentes. Las formas incluyen la identificación de ciertas vías, genes y funciones. Una vez que se observa al sujeto, el científico puede compararlo con una secuencia de un gen conservado. El proceso de estudiar la evolución microbiana de esta manera carece de la capacidad de dar una escala de tiempo de cuándo tuvo lugar la evolución. Sin embargo, al probar la evolución de esta manera, los científicos pueden conocer las tasas y los resultados de la evolución. Estudiar la relación entre los microbios y el medio ambiente es un componente clave para la evolución de la genética microbiana.

## Microorganismos cuyo estudio se engloba en la genética microbiana

### Bacterias

Las bacterias se clasifican por su forma.

Las bacterias han estado en este planeta durante aproximadamente 3.500 millones de años y se clasifican por su forma. La genética bacteriana estudia los mecanismos de su información hereditaria, sus cromosomas, plásmidos, transposones y fagos.
Los sistemas de transferencia de genes que se han estudiado ampliamente en bacterias incluyen la transformación genética, la conjugación y la transducción. La transformación natural es una adaptación bacteriana para la transferencia de ADN entre dos células a través del medio intermedio. La captación del ADN del donante y su incorporación recombinacional en el cromosoma receptor depende de la expresión de numerosos genes bacterianos cuyos productos dirigen este proceso. En general, la transformación es un proceso de desarrollo complejo que requiere energía y que parece ser una adaptación para reparar el daño del ADN.
La conjugación bacteriana es la transferencia de material genético entre células bacterianas por contacto directo de célula a célula o por una conexión en forma de puente entre dos células. La conjugación bacteriana se ha estudiado extensamente en Escherichia coli, pero también ocurre en otras bacterias como Mycobacterium smegmatis. La conjugación requiere un contacto estable y prolongado entre un donante y una cepa receptora, es resistente a la ADNasa y el ADN transferido se incorpora al cromosoma del receptor mediante recombinación homóloga. La conjugación de E. coli está mediada por la expresión de genes de plásmidos, mientras que la conjugación de micobacterias está mediada por genes del cromosoma bacteriano.
La transducción es el proceso mediante el cual un virus o un vector viral introduce ADN extraño en una célula. La transducción es una herramienta común utilizada por los biólogos moleculares para introducir de manera estable un gen extraño en el genoma de una célula huésped.

### Arqueas
Las arqueas son un dominio de organismos procarióticos, unicelulares y se cree que se desarrollaron hace 4 mil millones de años. No tienen núcleo celular ni ningún otro orgánulo dentro de sus células. Las arqueas se replican asexualmente en un proceso conocido como fisión binaria. El ciclo de división celular incluye cuando los cromosomas de las células hijas se replican. Debido a que los arquea tienen una estructura cromosómica singular, las dos células hijas se separan y la célula se divide. Las arqueas tienen movilidad incluida con flagelos, que es una estructura similar a una cola. Los cromosomas arqueales se replican a partir de diferentes orígenes de replicación, produciendo dos células hijas haploides. Comparten un ancestro común con las bacterias, pero están más estrechamente relacionados con los eucariotas en comparación con las bacterias. Algunas arqueas pueden sobrevivir en entornos extremos, lo que conduce a muchas aplicaciones en el campo de la genética. Una de esas aplicaciones es el uso de enzimas arqueales, que podrían sobrevivir mejor a las duras condiciones in vitro.
La transferencia de genes y el intercambio genético se han estudiado en la arqueona halófila Halobacterium volcanii y en las arqueonas hipertermófilas Sulfolobus solfataricus y Sulfolobus acidocaldarius. La H. volcani forma puentes citoplásmicos entre células que parecen utilizarse para la transferencia de ADN de una célula a otra en cualquier dirección. Cuando S. solfataricus y S. acidocaldarius se exponen a agentes que dañan el ADN, se induce la agregación celular específica de la especie. La agregación celular media el intercambio de marcadores cromosómicos y la recombinación genética con alta frecuencia. Se cree que la agregación celular mejora la transferencia de ADN específico de la especie entre las células de Sulfolobus para proporcionar una mayor reparación del ADN dañado por medio de la recombinación homóloga.
Las arqueas se dividen en 3 subgrupos que son halófilos, metanógenos y termoacidófilos:
- El primer grupo, los metanógenos, son las arqueabacterias que viven en pantanos y marismas, así como en el intestino de los humanos. También juegan un papel importante en la descomposición y descomposición con organismos muertos. Los metanógenos son organismos anaeróbicos, que mueren cuando se exponen al oxígeno.
- El segundo subgrupo de arqueabacterias, los halófilos son organismos que están presentes en áreas con alta concentración de sal como el Gran Lago Salado y el Mar Muerto.
- El tercer subgrupo de termoacidófilos, también llamados termófilos, son organismos que viven en áreas ácidas. Están presentes en áreas con niveles bajos de pH como aguas termales y géiseres. La mayoría de los termófilos se encuentran en el parque nacional de Yellowstone.[23]

La Genética Arqueal es el estudio de genes que consisten en células libres de un solo núcleo. Las arqueas tienen cromosomas circulares únicos que contienen múltiples orígenes de replicación para el inicio de la síntesis de ADN. La replicación del ADN de las arqueas implica procesos similares que incluyen inicio, alargamiento y terminación. La primasa utilizada para sintetizar un cebador de ARN varía que en eucariotas. La primasa de arqueas es una versión altamente derivada del motivo de reconocimiento de ARN (RRM).  Las arqueas provienen de bacterias Gram positivas, que tienen una sola bicapa lipídica, que son resistentes a los antibióticos. Las arqueas son similares a las mitocondrias en eucariotas en que liberan energía como trifosfato de adenosina (ATP) a través de una reacción química llamada metabolismo.  Algunas arqueas conocidas como arqueas fototróficas utilizan la energía del sol para producir ATP. La ATP sintasa se utiliza como fotofosforilación para convertir sustancias químicas en ATP.
Las arqueas y las bacterias son estructuralmente similares aunque no estén estrechamente relacionadas en el árbol de la vida. Las formas de las células de las bacterias y arqueas varían desde una forma esférica conocida como coccus o una forma de varilla conocida como bacilo. También están relacionados sin membrana interna y con una pared celular que ayuda a la célula a mantener su forma. Aunque las células de las arqueas tienen paredes celulares, no contienen peptidoglicano, lo que significa que las arqueas no producen celulosa ni quitina. Las arqueas están más estrechamente relacionadas con los eucariotas debido al ARNt presente en las arqueas, pero no en las bacterias. Las arqueas tienen los mismos ribosomas que los eucariotas que se sintetizan en proteínas. Aparte de la morfología de las arqueas y las bacterias, existen otras diferencias entre estos dominios. Las arqueas que viven en ambientes extremos y duros con bajos niveles de pH, como lagos salados, océanos y en el intestino de rumiantes y humanos, también se conocen como extremófilos. Por el contrario, las bacterias se encuentran en diversas áreas, como plantas, animales, suelo y rocas.

### Hongos
Los hongos pueden ser organismos tanto multicelulares como unicelulares, y se distinguen de otros microbios por la forma en que obtienen nutrientes. Los hongos secretan enzimas en su entorno para descomponer la materia orgánica. La genética fúngica utiliza levaduras y hongos filamentosos como organismos modelo para la investigación genética eucariota, incluida la regulación del ciclo celular, la estructura de la cromatina y la regulación genética.
Los estudios del hongo Neurospora crassa han contribuido sustancialmente a comprender cómo funcionan los genes. El N. crassa es un tipo de moho de pan rojo del filo Ascomycota. Se utiliza como organismo modelo porque es fácil de cultivar y tiene un ciclo de vida haploide que simplifica el análisis genético, ya que los rasgos recesivos aparecerán en la descendencia. El análisis de la recombinación genética se ve facilitado por la disposición ordenada de los productos de la meiosis en las ascosporas. En su entorno natural, N. crassa vive principalmente en regiones tropicales y subtropicales. A menudo se puede encontrar creciendo sobre materia vegetal muerta después de los incendios.
Edward Tatum y George Beadle utilizaron Neurospora en sus experimentos por los que ganaron el Premio Nobel de Fisiología o Medicina en 1958. Los resultados de estos experimentos llevaron directamente a la hipótesis de un gen y una enzima de que genes específicos codifican proteínas específicas. Este concepto demostró ser el arma de apertura de lo que se convirtió en genética molecular y de todos los desarrollos que se derivaron de ella.
Saccharomyces cerevisiae es una levadura del filo Ascomycota. Durante el crecimiento vegetativo que normalmente ocurre cuando los nutrientes son abundantes, S. cerevisiae se reproduce por mitosis como células diploides. Sin embargo, cuando se mueren de hambre, estas células se someten a meiosis para formar esporas haploides. El apareamiento ocurre cuando las células haploides de los tipos de apareamiento opuestos MATa y MATα entran en contacto. Se ha señalado que, en la naturaleza, tales contactos son frecuentes entre células de levadura estrechamente relacionadas por dos razones. La primera es que las células del tipo de apareamiento opuesto están presentes juntas en el mismo acus, el saco que contiene las células producidas directamente por una sola meiosis, y estas células pueden aparearse entre sí. La segunda razón es que las células haploides de un tipo de apareamiento, tras la división celular, a menudo producen células del tipo de apareamiento opuesto. Un análisis de la ascendencia de las cepas naturales de S. cerevisiae concluyó que el cruzamiento se produce con muy poca frecuencia (solo aproximadamente una vez cada 50.000 divisiones celulares).  La relativa rareza en la naturaleza de los eventos meióticos que resultan del cruzamiento externo sugiere que es poco probable que los posibles beneficios a largo plazo del cruzamiento externo (por ejemplo, generación de diversidad) sean suficientes para mantener el sexo de una generación a la siguiente. Más bien, un beneficio a corto plazo, como la reparación recombinacional meiótica de los daños en el ADN causados por condiciones estresantes (como la inanición) puede ser la clave para el mantenimiento del sexo en S. cerevisiae.
Candida albicans es un hongo diploide que crece como levadura y como filamento. C. albicans es el hongo patógeno más común en los seres humanos. Causa tanto infecciones debilitantes de las mucosas como infecciones sistémicas potencialmente mortales. C. albicans ha mantenido un aparato de apareamiento elaborado, pero en gran parte oculto. Johnson  sugirió que las estrategias de apareamiento pueden permitir que C. albicans sobreviva en el ambiente hostil de un huésped mamífero.
Entre las 250 especies conocidas de aspergilli, aproximadamente el 33% tiene un estado sexual identificado. Entre las especies de Aspergillus que exhiben un ciclo sexual, la inmensa mayoría en la naturaleza son homotálicas (autofertilizantes).  La autofecundación en el hongo homotálico Aspergillus nidulans implica la activación de las mismas vías de apareamiento características del sexo en las especies cruzadas, es decir, la autofecundación no evita las vías necesarias para el cruzamiento sexual, sino que requiere la activación de estas vías dentro de un solo individuo. La fusión de núcleos haploides ocurre dentro de estructuras reproductivas denominadas cleistotecios, en las que el cigoto diploide sufre divisiones meióticas para producir ascosporas haploides.

### Protozoos
Los protozoos son organismos unicelulares, que tienen núcleos y cuerpos celulares ultramicroscópicos dentro de su citoplasma. Un aspecto particular de los protozoos que es de interés para los genetistas humanos son sus flagelos, que son muy similares a los flagelos de esperma humano.
Los estudios de Paramecium han contribuido a nuestra comprensión de la función de la meiosis. Como todos los ciliados, Paramecium tiene un macronúcleo poliploide y uno o más micronúcleos diploides. El macronúcleo controla las funciones de las células no reproductivas, expresando los genes necesarios para el funcionamiento diario. El micronúcleo es el núcleo generativo o de la línea germinal que contiene el material genético que se transmite de una generación a la siguiente.
En la fase de crecimiento asexual de fisión, durante la cual las divisiones celulares ocurren por mitosis en lugar de meiosis, se produce el envejecimiento clonal que conduce a una pérdida gradual de vitalidad. En algunas especies, como el bien estudiado Paramecium tetraurelia, la línea asexual de paramecia que envejece clonalmente pierde vitalidad y expira después de unas 200 fisiones si las células no experimentan meiosis seguida de autogamia (autofertilización) o conjugación (cruzamiento externo) (ver envejecimiento en Paramecium). El daño al ADN aumenta drásticamente durante las sucesivas divisiones de células clonales y es una causa probable del envejecimiento clonal en P. tetraurelia.
Cuando se estimula a P. tetraurelia envejecida clonalmente para que experimente meiosis en asociación con autogamia o conjugación, la progenie se rejuvenece y puede tener muchas más divisiones de fisión binaria mitótica. Durante cualquiera de estos procesos, los micronúcleos de la(s) célula(s) experimentan meiosis, el viejo macronúcleo se desintegra y se forma un nuevo macronúcleo por replicación del ADN micronuclear que había sufrido recientemente la meiosis. Aparentemente, hay poco o ningún daño en el ADN en el nuevo macronúcleo, lo que sugiere que el rejuvenecimiento está asociado con la reparación de estos daños en el micronúcleo durante la meiosis.

### Virus
Los virus son organismos que codifican la cápside compuestos de proteínas y ácidos nucleicos que pueden autoensamblarse después de la replicación en una célula huésped utilizando la maquinaria de replicación del huésped. Existe un desacuerdo en la ciencia sobre si los virus están vivos debido a su falta de ribosomas.  Comprender el genoma viral es importante no solo para los estudios de genética, sino también para comprender sus propiedades patógenas.
Muchos tipos de virus pueden recombinarse genéticamente. Cuando dos o más virus individuales del mismo tipo infectan una célula, sus genomas pueden recombinarse entre sí para producir una progenie de virus recombinante. Tanto los virus de ADN como de ARN pueden experimentar recombinación. Cuando dos o más virus, cada uno de los cuales contiene daño genómico letal, infectan la misma célula huésped, los genomas del virus a menudo pueden emparejarse entre sí y sufrir una reparación recombinacional homóloga para producir una progenie viable. Este proceso se conoce como reactivación multiplicidad. Las enzimas empleadas en la reactivación multiplicidad son funcionalmente homólogas a las enzimas empleadas en la reparación recombinacional bacteriana y eucariota. Se ha encontrado que se produce una reactivación multiplicidad con virus patógenos que incluyen virus de la influenza, VIH-1, adenovirus simio virus 40, virus vaccinia, reovirus, poliovirus y virus del herpes simple, así como numerosos bacteriófagos. 
Cualquier organismo vivo puede contraer un virus dando a los parásitos la oportunidad de crecer. Los parásitos se alimentan de los nutrientes de otro organismo que permite que el virus prospere. Una vez que el cuerpo humano detecta un virus, crea células combatientes que atacan al parásito/virus; literalmente, provocando una guerra dentro del cuerpo. Un virus puede afectar cualquier parte del cuerpo y causar una amplia gama de enfermedades como la gripe, el resfriado común y las enfermedades de transmisión sexual.  La gripe es un virus transmitido por el aire que viaja a través de pequeñas gotas y se conoce formalmente como Influenza. Los parásitos viajan por el aire y atacan el sistema respiratorio humano. Las personas que inicialmente están infectadas con este virus transmiten la infección mediante actividades normales del día a día, como hablar y estornudar. Cuando una persona entra en contacto con el virus, a diferencia del resfriado común, el virus de la gripe afecta a las personas casi de inmediato. Los síntomas de este virus son muy similares a los del resfriado común, pero mucho peores. Dolores corporales, dolor de garganta, dolor de cabeza, sudores fríos, dolores musculares y fatiga son algunos de los muchos síntomas que acompañan al virus. Una infección viral en el tracto respiratorio superior resulta en un resfriado común. Con síntomas como dolor de garganta, estornudos, fiebre leve y tos, el resfriado común suele ser inofensivo y tiende a desaparecer en aproximadamente una semana. El resfriado común también es un virus que se transmite por el aire, pero que también puede transmitirse por contacto directo. Esta infección tarda unos días en desarrollar síntomas; es un proceso gradual a diferencia de la gripe. 

## Aplicaciones de la genética microbiana

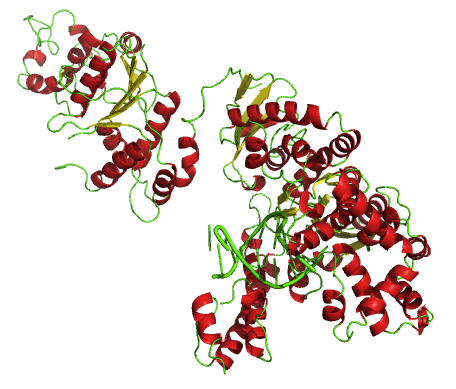
Taq polimerasa que se utiliza en la reacción en cadena de la polimerasa (PCR)

Los microbios son ideales para estudios bioquímicos y genéticos y han hecho grandes contribuciones a estos campos de la ciencia, como la demostración de que el ADN es el material genético, que el gen tiene una estructura lineal simple, que el código genético es un código triplete, y esa expresión genética está regulada por procesos genéticos específicos. Jacques Monod y François Jacob utilizaron Escherichia coli, un tipo de bacteria, para desarrollar el modelo de operón de expresión génica, que sienta las bases de la expresión y regulación génica. Además, los procesos hereditarios de los microorganismos eucariotas unicelulares son similares a los de los organismos multicelulares, lo que permite a los investigadores recopilar información sobre este proceso también. Otra bacteria que ha contribuido enormemente al campo de la genética es Thermus aquaticus, que es una bacteria que tolera altas temperaturas. De este microbio, los científicos aislaron la enzima Taq polimerasa, que ahora se utiliza en la poderosa técnica experimental, la reacción en cadena de la polimerasa (PCR). Además, el desarrollo de la tecnología del ADN recombinante mediante el uso de bacterias ha llevado al nacimiento de la ingeniería genética y la biotecnología modernas.
Utilizando microbios, se desarrollaron protocolos para insertar genes en plásmidos bacterianos, aprovechando su rápida reproducción, para hacer biofábricas del gen de interés. Dichas bacterias modificadas genéticamente pueden producir productos farmacéuticos como insulina, hormona del crecimiento humano, interferones y factores de coagulación sanguínea. Estas biofábricas suelen ser mucho más baratas de operar y mantener que los procedimientos alternativos de producción de productos farmacéuticos. Son como millones de pequeñas máquinas farmacéuticas que solo requieren materias primas básicas y el entorno adecuado para producir una gran cantidad de producto. La utilización de la incorporación del gen de la insulina humana por sí sola ha tenido profundos impactos en la industria médica. Se cree que las biofábricas podrían ser la clave fundamental para reducir el precio de los costosos compuestos farmacéuticos que salvan vidas.
Los microbios sintetizan una variedad de enzimas para aplicaciones industriales, como alimentos fermentados, reactivos de prueba de laboratorio, productos lácteos (como la renina) e incluso en la ropa (como el hongo Trichoderma, cuya enzima se usa para dar a los jeans una apariencia de lavado a la piedra).
Actualmente existe la posibilidad de que los microbios se utilicen como alternativa a los tensioactivos a base de petróleo. Los tensioactivos microbianos todavía tendrían el mismo tipo de grupos funcionales hidrófilos e hidrófobos que sus contrapartes a base de petróleo, pero tienen numerosas ventajas sobre su competencia. En comparación, los compuestos anfifílicos microbianos tienen una fuerte tendencia a permanecer funcionales en ambientes extremos, como áreas con altas temperaturas o pH extremo, todo ello siendo biodegradable y menos tóxico para el medio ambiente. Este método de producción eficiente y económico podría ser la solución al creciente consumo mundial de tensioactivos. Irónicamente, la aplicación de tensioactivos de base biológica con mayor demanda es la industria petrolera, que utiliza tensioactivos en la producción general, así como en el desarrollo de composiciones de aceite específicas.
Los microbios son una fuente abundante de lipasas que tienen una amplia variedad de aplicaciones industriales y de consumo. Las enzimas realizan una amplia variedad de funciones dentro de las células de los seres vivos, por lo que tiene sentido que podamos usarlas para propósitos similares a mayor escala. Las enzimas microbianas se prefieren típicamente para la producción en masa debido a la amplia variedad de funciones disponibles y su capacidad para producirse en masa. Las enzimas vegetales y animales suelen ser demasiado caras para producirlas en masa, sin embargo, este no es siempre el caso. Especialmente en plantas. Las aplicaciones industriales de las lipasas generalmente incluyen la enzima como un catalizador más eficiente y rentable en la producción de productos químicos comercialmente valiosos a partir de grasas y aceites, porque pueden retener sus propiedades específicas en condiciones suaves de fácil mantenimiento y trabajar a un ritmo mayor. Otras aplicaciones ya exitosas de las enzimas lipolíticas incluyen la producción de biocombustibles, polímeros, productos farmacéuticos no estereoisoméricos, compuestos agrícolas y compuestos que mejoran el sabor.
En cuanto a la optimización industrial, el beneficio del método de producción de biofábrica es la capacidad de optimización directa por medio de evolución dirigida. La eficiencia y especificidad de la producción aumentará con el tiempo imponiendo la selección artificial. Este método de mejorar la eficiencia no es nada nuevo en la agricultura, pero es un concepto relativamente nuevo en la producción industrial. Se piensa que este método será muy superior a los métodos industriales convencionales porque tiene optimización en múltiples frentes. El primer frente es que los microorganismos que componen las biofábricas pueden evolucionar según nuestras necesidades. El segundo frente es el método convencional de optimización provocado por la integración de tecnologías avanzadas. Esta combinación de avance convencional y biológico se está utilizando ahora y proporciona un número virtualmente ilimitado de aplicaciones.